# Parafia Niepokalanego Poczęcia Najświętszej Maryi Panny w Radoszewicach
Parafia Niepokalanego Poczęcia Najświętszej Maryi Panny w Radoszewicach – parafia rzymskokatolicka znajdująca się w archidiecezji częstochowskiej, w dekanacie osjakowskim.

## Historia parafii
Miejscowość Radoszewice przed powstaniem tu parafii należała do parafii świętego Kazimierza Królewicza w Osjakowie, a od 1630 do nieznanej daty do parafii świętego Marcina w Siemkowicach. Na początku XVII wieku Marek Boksa Radoszewski z Siemkowic, podkomorzy wieluński, wystawił w Radoszewicach drewniany kościół. Kościół ten został konsekrowany 6 maja 1625 roku, na polecenie arcybiskupa Henryka Firleja. Świątynia otrzymała tytuł świętej Marii Magdaleny i był filią parafii w Osjakowie. W XVIII wieku stan budynku był znacznie pogorszony, wobec tego w 1735 Antoni Niemojowski, chorąży ostrzeszowski, wybudował tam kolejny drewniany kościół. Kościół został konsekrowany w 1772 przez biskupa adratyńskiego, księdza Augusta Kozierowskiego. Kilkadziesiąt lat później kościół spalił się, a prace porządkowe przy jego odbudowie zakończono w 1851. Jego poświęcenie miało miejsce 16 października 1851, a dokonał tego Piotr Kaczorkiewicz, dziekan wieluński. W latach 1908–1927 kaplica w Radoszewicach była filią parafii w Siemkowicach.
Parafia Niepokalanego Poczęcia Najświętszej Maryi Panny w Radoszewicach została erygowana przez Teodora Kubinę, biskupa częstochowskiego, 24 sierpnia 1927. We wrześniu 1927 administratorem nowo utworzonej parafii został ks. Franciszek Łojek.
Proboszcz parafii Radoszewice odprawiał msze w murowanej kaplicy w Drobnicach, aby odciążyć mieszkańców od trudów podróży do kościoła parafialnego. Od 1977 w Drobnicach istnieje niezależna parafia Najświętszej Maryi Panny Śnieżnej.
W 1989, kiedy proboszczem parafii był ks. Ryszard Majchrzak, ukończono budowę kaplicy Najświętszego Serca Pana Jezusa w Zmyślonej. Na początku lat 90. XX wieku powstała niewielka kaplica w Radoszewicach oraz kaplica w Pieńkach Laskowskich, których mieszkańcy w okresie zimowym mieli trudności z dotarciem do kościoła parafialnego.

## Miejsca kultu
- Kościół Niepokalanego Poczęcia Najświętszej Maryi Panny w Radoszewicach
- Kaplica Najświętszego Serca Pana Jezusa w Zmyślonej
- Kaplica w Pieńkach Laskowskich

## Zasięg parafii
Do parafii naleą wierni z miejscowości: 
- Radoszewice
- Pieńki Laskowskie
- Zmyślona
- Borkowe
- Bugaj
- Dolina
- Jastrząb
- Katarzynopole
- Kije
- Mierzanów
- Tondle
- Szewczyki

## Odpusty
- 2 sierpnia – wspomnienie Matki Boskiej Anielskiej;
- 8 grudnia – uroczystość Niepokalanego Poczęcia Najświętszej Maryi Panny.